# Првенство СФР Југославије у рагбију 1963.
Првенство СФР Југославије у рагбију 1963. је било 7. издање првенства комунистичке Југославије у рагбију. Играло се по правилима Рагби лиге. 
Титулу је освојила Нада.

## Учесници
|   | Тим                   | Република | Град    |
| - | --------------------- | --------- | ------- |
| 1 | ХАРК Младост          | Хрватска  | Загреб  |
| 2 | ИСП Панчево           | Србија    | Панчево |
| 3 | ЈРБ Београд           | Србија    | Београд |
| 4 | Рагби клуб Нада Сплит | Хрватска  | Сплит   |

## Табела
Табела
|   | Тим         | ИГ | Д | Н | И | ПД  | ПП  | Б  |  |
| - | ----------- | -- | - | - | - | --- | --- | -- |  |
| 1 | Нада        | 3  | 5 | 0 | 1 | 120 | 65  | 16 |  |
| 2 | Младост     | 3  | 3 | 0 | 3 | 71  | 54  | 12 |  |
| 3 | ИСП Панчево | 3  | 3 | 0 | 3 | 89  | 104 | 12 |  |
| 4 | ЈРБ Београд | 3  | 1 | 0 | 5 | 70  | 127 | 8  |  |

| Шампион Југославије у рагбију 1963. |
| ----------------------------------- |
| Рагби клуб Нада Сплит 2. титула     |